# オープンソースソフトウェアとクローズドソースソフトウェアの比較
オープンソースソフトウェアとクローズドソースソフトウェアの比較（オープンソースソフトウェアとクローズドソースソフトウェアのひかく）とは、ソフトウェアの開発・提供形態に関する重要な議論である。ソフトウェアは、現代社会において不可欠な存在であり、その開発・利用形態の違いが、技術革新や経済、さらには社会全体に影響を及ぼしている。 
オープンソースソフトウェア（OSS）は、ソースコードが公開され、誰もが自由に利用、変更、再配布できるソフトウェアである。一方、クローズドソースソフトウェア（CSS）は、ソースコードが非公開であり、開発企業や団体によって管理・配布されるソフトウェアである。
この比較が重要である理由は、OSSとCSSの選択が、個人ユーザーや企業、政府機関などにとって、コスト、セキュリティ、カスタマイズ性、長期的な運用性など、さまざまな要因に影響を与えるためである。また、オープンソースの普及が進む中で、クローズドソフトウェアとの境界が曖昧になりつつあり、両者の特徴を正しく理解することが求められている。 
本記事では、OSSとCSSの定義や特徴、メリットとデメリット、用途や選択基準、さらには今後の動向について詳しく検討し、それぞれの特性を踏まえた上で、適切な選択を行うための視点を提供することを目的とする。

## 定義と特徴

### オープンソースソフトウェア
オープンソースソフトウェア（OSS）とは、ソースコードが公開され、誰もが自由に利用、改変、再配布できるソフトウェアである。この種のソフトウェアは、開発者コミュニティや企業によって共同で開発されることが多く、透明性や柔軟性が確保されている。OSSのライセンスには、改変後のソフトウェアを同じライセンスで公開することを義務づけるGPL（GNU General Public License）、自由度が高く制限の少ないMIT License、特許権の明示を含み商用利用にも適したApache Licenseなどがある。代表的なOSSとして、LinuxやFirefoxが挙げられる。これらは広く利用され、オープンな開発体制のもとで継続的に改良が加えられている。

### クローズドソースソフトウェア
クローズドソースソフトウェア（CSS）とは、ソースコードが公開されず、開発元の企業や団体によって管理されるソフトウェアである。ユーザーは、ライセンス契約の範囲内で使用できるが、ソフトウェアの改変や再配布は原則として許可されていない。CSSの開発は、企業が独自に行うことが一般的であり、品質管理や技術的サポートが充実していることが特徴である。収益モデルとしてライセンス販売やサブスクリプションサービスが採用されている。代表的なCSSとして、WindowsやAdobe Photoshopがある。これらは商用ソフトウェアとして広く普及し、定期的なアップデートやサポートが提供されている。

## メリットとデメリット

### オープンソースソフトウェア
オープンソースソフトウェア（OSS）の最大の利点は、無料で利用できることである。多くのOSSは、誰でも自由にダウンロードして使用することができるため、初期コストを抑えつつシステムを構築できる。また、ソースコードが公開されているため、ユーザーは必要に応じて改変し、特定のニーズに合わせたカスタマイズを行うことが可能である。この柔軟性により、多くの開発者や企業がOSSを採用し、独自のソリューションを構築している。さらに、OSSの開発はコミュニティによって支えられており、世界中の技術者が改善・最適化に貢献している。この協力体制により、バグ修正や新機能の追加が活発に行われ、ソフトウェアの品質向上につながっている。
しかしながら、OSSにはいくつかの課題も存在する。公式のサポートが提供されない場合が多く、トラブルシューティングはユーザー自身が行う必要がある。そのため、技術的な知識が求められ、特に初心者にとっては運用の難易度が高くなる。また、商用ソフトウェアに比べてユーザーフレンドリーな設計が不足している場合があり、学習コストが高くなることも課題の一つである。

### クローズドソースソフトウェア
クローズドソースソフトウェア（CSS）の最大の利点は、専門的なサポートが提供されることである。企業によって開発・管理されるため、導入後のサポートが充実しており、ユーザーは問題発生時に迅速な対応を受けることができる。さらに、安定性が確保されており、検証済みの環境で運用されるため、業務用途などの重要な場面に適している。直感的な操作性を重視した設計が施されていることも特徴であり、専門知識がなくとも容易に利用できる点が、多くのユーザーに支持される要因となっている。
一方で、CSSには費用がかかるという課題がある。多くの製品がライセンス制を採用しており、購入費用やサブスクリプション料金が発生するため、導入の際にはコストを慎重に検討する必要がある。また、カスタマイズの自由度が低く、ユーザーが独自の調整を行うことが難しい場合がある。特定のベンダーに依存するリスクもあり、長期的な運用においては選択肢の制限が生じることがある。

## 用途と選択基準

### 個人
個人ユーザーにとって、OSSは費用を抑えつつ高機能なソフトウェアを利用できる選択肢となる。特に技術に精通したユーザーであれば、ソースコードを改変して自分の用途に最適化することが可能であり、学習や実験の場としても有用である。一方で、CSSは初期設定が簡単で、専門的な技術知識を必要としないため、多くの一般ユーザーにとって扱いやすい。公式のサポートが提供されるため、技術的な問題に直面した際も安心して利用できる。

### 企業
企業ユーザーにおいては、OSSとCSSの選択は業務内容や事業規模によって大きく異なる。OSSはコスト削減やカスタマイズ性の高さから、スタートアップや技術系企業に採用されることが多い。特定の業務に特化したシステムを構築する場合、OSSの柔軟性が大きな利点となる。一方、CSSは安定性と公式サポートの充実により、多くの企業で利用されている。特に業務システムとして導入する場合、商用サポートが確保されていることが重要な要素となる。
業界
業界ごとの適性を考えると、OSSはソフトウェア開発者にとって重要な選択肢となる。自由にコードを改変し、新しい技術を試す環境として適しているため、オープンソースプロジェクトへの貢献を通じてスキルを向上させることができる。教育分野においては、OSSを用いることで学生がプログラムの内部構造を理解しやすくなり、学習の幅を広げることが可能となる。ビジネス分野では、CSSが一般的に選択される傾向にあるが、近年ではOSSを活用した業務改善やコスト削減の事例も増えている。

### 導入例
OSSの導入例として、政府機関や教育機関での採用が挙げられる。特に欧州の一部の国では、行政システムにOSSを導入することで運用コストを抑え、情報の透明性を確保する試みが進められている。企業の成功事例としては、テクノロジー企業がOSSを基盤としたサービスを構築し、市場競争力を向上させた例がある。一方、CSSの成功事例としては、大規模な企業が商用ソフトウェアを用いて業務の効率化を図り、安定した運用を実現したケースが挙げられる。

## 将来の動向

### オープンソースソフトウェア
オープンソースソフトウェア（OSS）は、近年ますます成長し、普及が進んでいる。その背景には、クラウド技術や人工知能（AI）との融合がある。クラウドベースの開発環境の普及により、OSSはより広範囲なユーザーにとって利用しやすいものとなり、分散型の開発が加速している。また、AI技術の進化とともに、多くのOSSプロジェクトが機械学習や自動化の分野で活用され、新たな技術革新の基盤となっている。企業や研究機関においても、OSSは独自の開発を支える重要な要素となっており、共同開発の促進によってさらなる発展が期待される。

### クローズドソースソフトウェア
クローズドソースソフトウェア（CSS）の進化においては、特にサブスクリプションモデルの拡大が顕著である。従来の買い切り型から、定期的な料金を支払うことで継続的なアップデートやサポートを受けられる形態へと移行している。これにより、ソフトウェアの提供側は安定した収益を確保できるだけでなく、利用者も常に最新の機能を享受できるメリットが生まれている。クラウド基盤でのサービス提供が一般化したことで、ソフトウェアの更新頻度が高まり、セキュリティ対策や機能改善が迅速に行われる傾向にある。

### ハイブリッド
オープンソースと商用ソフトウェアの境界は次第に曖昧になりつつあり、ハイブリッドモデルが広がりを見せている。企業がOSSの技術を活用しながら独自の商用製品を構築するケースが増え、OSSの柔軟性とCSSの安定性を両立させるアプローチが取られている。これにより、開発の効率化やコスト削減が図られると同時に、ユーザーにはより選択肢の多いソリューションが提供されるようになっている。特にクラウドサービスの分野では、OSSを基盤としながら有料サービスとして提供されるケースが一般的になりつつあり、この流れは今後も続くと考えられる。